# TOP gogo
TOP gogo (tiếng Gruzia: ტოპ გოგო; tiếng Anh: Top Girl) là một chương trình truyền hình thực tế của Gruzia. Nhiếp ảnh gia Dima Chikvaidze (tiếng Gruzia: დიმა ჩიკვაიძე) đảm nhiệm vai trò host của cuộc thi trong mùa đầu tiên, nhưng sau đó ông đã được thay thế bởi người mẫu Nino Tskitishvili (tiếng Gruzia: ნინო ცქიტიშვილი) cho mùa thứ hai.
Mỗi mùa là một nhóm các thí sinh cô gái trẻ tuổi đang sống cùng nhau trong một ngôi nhà trong vài tuần, trong khi họ tham gia vào nhiều thử thách, chụp ảnh và gặp gỡ các thành viên trong ngành người mẫu. Một hoặc nhiều thí sinh kém được loại khỏi cuộc thi mỗi tuần, cho đến khi thí sinh cuối cùng còn lại được tuyên bố là người chiến thắng, và nhận được hợp đồng người mẫu cùng với các giải thưởng liên quan khác.
Mùa đầu tiên ra mắt vào ngày 13 tháng 5 năm 2012 và kết thúc sau khi chương trình nghỉ tới tháng 10. Mùa thứ hai gồm các thí sinh từ Belarus, Gruzia, Kazakhstan, Latvia, Nga và Ukraine vào ngày 24 tháng 1 năm 2013.

## Các mùa
| Mùa | Phát sóng           | Quán quân     | Á quân                           | Các thí sinh theo thứ tự bị loại | Tổng số thí sinh | Điểm đến quốc tế |
| --- | ------------------- | ------------- | -------------------------------- | --- | ---------------- | ---------------- |
| 1   | 13 tháng 5 năm 2012 | Tako Mandaria | Nino Lomtadze Sopo Tsikoridze    | Mariam Mosashvili, Tamo Ivanidze, Tatia Oqropiridze, Sopo Chakvetadze (tước quyền thi đấu), Liza Romanovskaya (bỏ cuộc), Salome Gogiberidze, Renata Begiashvili, Guranda Cercvadze, Naniko Genebashvili, Qeti Tatuashvili                                                                                       | 13               | Luân Đôn         |
| 2   | 24 tháng 1 năm 2013 | Alisa Kuzmina | Elena Filieva Tatako Khurtsilava | Mariam Katsadze, Tanya Lauta (dừng cuộc thi), Nuki Chikhladze, Lile Sakhelashvili, Sopo Tsiskarishvili, Elene Meladze, Masha Yakovenko, Yulia Lutsiva (dừng cuộc thi), Maria Naumova, Lilu Iakobidze, Elene Imerlishvili, Yulia Mikhailovna, Aziza Umerzhanova, Eko Oqropiridze, Sako Tsotsoria, Evia Vilistere | 19               | Hurghada         |